# Aurora Consurgens
Aurora Consurgens é o sexto álbum de estúdio da banda brasileira de progressive power metal Angra. Foi lançado em 2006 pela Paradoxx Music no Brasil e pela SPV selo Steamhammer, no resto do mundo. Este é o último álbum com o baterista Aquiles Priester.

## Título e composição
O título faz referência ao livro de mesmo nome, escrito no século XV, cuja autoria é atribuída a São Tomás de Aquino. O livro Aurora Consurgens, foi usado pelo psiquiatra Carl Jung para relacionar os sonhos aos diferentes estados mentais.
Este não é um álbum conceitual como seu antecessor Temple of Shadows (2004), não conta uma história, não segue uma narrativa. As letras, no entanto, possuem um tema em comum: as diversas perturbações mentais como o suicídio, esquizofrenia, sociopatia, bipolaridade, entre outras.
A edição japonesa do álbum contém uma faixa bônus, "Out of This World", que conta com o guitarrista Rafael Bittencourt fazendo sua estreia nos vocais. A letra é uma homenagem ao astronauta Marcos Pontes, o primeiro astronauta brasileiro.

## Promoção e recepção
| Críticas profissionais                                                      | Críticas profissionais |
| Avaliações da crítica                                                       | Avaliações da crítica  |
| Fonte                                                                       | Avaliação              |
| --------------------------------------------------------------------------- | ---------------------- |
| All Music                                                                   | [ 1 ]                  |
| Esta tabela precisa de ser acompanhada por texto em prosa. Consulte o guia. |                        |

Antecedendo o lançamento de Aurora Consurgens, o Angra disponibilizou em seu website oficial, uma capa e a faixa de áudio da canção "The Course of Nature" no formato de single digital.
O álbum recebeu 3 estrelas e meio de um total de cinco, em sua avaliação pela All Music. 

## Lista de faixas
| Aurora Consurgens– Edição padrão |                            |                    |                         |         |  |
| N.º                              | Título                     | Letras             | Música                  | Duração |  |
| 1.                               | "The Course of Nature"     | Edu Falaschi       | Falaschi, Kiko Loureiro | 4:31    |  |
| 2.                               | "The Voice Commanding You" | Rafael Bittencourt | Bittencourt             | 5:28    |  |
| 3.                               | "Ego Painted Grey"         | Bittencourt        | Loureiro                | 5:38    |  |
| 4.                               | "Breaking Ties"            | Felipe Andreoli    | Falaschi                | 3:30    |  |
| 5.                               | "Salvation: Suicide"       | Bittencourt        | Loureiro                | 4:22    |  |
| 6.                               | "Window to Nowhere"        | Bittencourt        | Loureiro                | 6:02    |  |
| 7.                               | "So Near So Far"           | Loureiro           | Loureiro                | 7:09    |  |
| 8.                               | "Passing By"               | Andreoli           | Andreoli                | 6:33    |  |
| 9.                               | "Scream Your Heart Out"    | Loureiro           | Loureiro                | 4:26    |  |
| 10.                              | "Abandoned Fate"           | Loureiro           | Loureiro                | 3:06    |  |
| Duração total:                   | Duração total:             | Duração total:     | Duração total:          | 50:48   |  |

| Aurora Consurgens – faixa bônus da edição japonesa |                     |             |             |         |  |
| N.º                                                | Título              | Letras      | Música      | Duração |  |
| 11.                                                | "Out of This World" | Bittencourt | Bittencourt | 4:36    |  |

## Desempenho nas paradas musicais

### Posições semanais
| Parada musical (2006)       | Melhor posição |
| --------------------------- | -------------- |
| França (SNEP Albums Chart)  | 147            |
| Japão (Oricon Albums Chart) | 17             |